# Panayiótis Papoúlias
Panayiótis Papoúlias (Grecia, 9 de diciembre de 1969) es un atleta griego retirado especializado en la prueba de 3000 m, en la que consiguió ser medallista de bronce europeo en pista cubierta en 1996.

## Carrera deportiva
En el Campeonato Europeo de Atletismo en Pista Cubierta de 1996 ganó la medalla de bronce en los 3000 metros, con un tiempo de 7:50.80 segundos, tras el español Anacleto Jiménez y el belga Christophe Impens.